# Alberto Kohan
Alberto Antonio Kohan (San Lorenzo, Santa Fe, 21 de abril de 1946), es un político y geólogo argentino. Fue ministro de Salud y Acción Social y dos veces secretario general de la Presidencia durante la presidencia de Carlos Menem.

## Biografía
Alberto Kohan nació en San Lorenzo, en la provincia de Santa Fe, hijo de padre judío y madre católica. Años más tarde, empezó a estudiar Geología en Córdoba y a militar en las filas del peronismo, finalizando la carrera, no solo por la militancia sino porque adoraba pasar noches en las peñas. Todavía en Córdoba, conoció a Marta Franco, su futura mujer que estudiaba abogacía.
Al concluir su carrera se trasladó a La Rioja para trabajar de geólogo. En 1973 organizó la primera campaña de Carlos Menem al gobierno de la La Rioja.
Entre 1989 y 1990 fue secretario general de la Presidencia y más tarde, ministro de Salud y Acción Social entre 1990 y 1991, ambos cargos durante el primer gobierno de Carlos Menem. Una de sus primeras medidas fue la lucha contra las adicciones desde un enfoque médico sanitarista opuesto al enfoque criminalístico sobre los adictos que imperó durante el alfonsinismo, impulsando la creación de la Secretaría de Programación para la Prevención de la Drogadicción y la Lucha contra el Narcotráfico, dedicada a brindar asistencia a los consumidores en materia de la prevención y el tratamiento de adicciones.  
Desde finales 1989 trabajo para aprobar la Ley Nacional de SIDA. En Argentina es la Ley 23.798, sancionada el 16 de agosto de 1990, durante la presidencia de Carlos Menem, ley pionera en el tratamiento del SIDA en América Latina. La misma declaró de interés nacional la lucha contra el síndrome de inmunodeficiencia adquirida (SIDA) y establece medidas para la prevención, detección, diagnóstico, tratamiento, asistencia y rehabilitación de las personas afectadas. 
En 1995 volvió a la secretaría general, estando en el cargo hasta el 10 de diciembre de 1999, fecha en que culminó el segundo mandato de Menem. 
Kohan participó del proyecto para la candidatura presidencial de Carlos Menem entre los años 2002 y 2003, cuando Menem se presentó en 2003 para encabezar el gobierno nacional.
En febrero de 2004 sufrió un grave traumatismo cuando se disparó en la pierna izquierda al caérsele un revólver calibre Casull 454. Kohan se disponía a cazar jabalíes junto a un grupo de amigos en un campo de Provincia de Río Negro. La bala le destrozó la parte superior de la tibia y el peroné de dicha pierna, que corrió riesgo de tener que ser amputada.
En diciembre del 2020, recibió una angioplastia coronaria con stent en su corazón con el cardiólogo Luis M. De la Fuente.[cita requerida]